# Basse-Ham
Basse-Ham település Franciaországban, Moselle megyében. Lakosainak száma 2318 fő (2022. január 1.). Basse-Ham Cattenom, Kœnigsmacker, Kuntzig, Manom, Thionville, Valmestroff és Yutz községekkel határos.

## Népesség
A település népességének változása:
| Lakosok száma | 1895 | 2141 | 1986 | 2113 | 2343 | 2262 | 2237 | 2226 | 2221 | 2318 |
|               | 1968 | 1982 | 1990 | 2006 | 2013 | 2015 | 2017 | 2019 | 2020 | 2022 |